# Johann Loschek

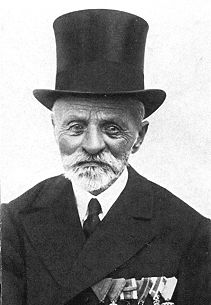
Johann Loschek

Johann Loschek (* 15. Juli 1845 in Wiener Neustadt; † 13. Februar 1932 in Kleinwolkersdorf) war Kammerdiener des Kronprinzen Rudolf von Österreich-Ungarn.

## Leben
Johann Loschek trat am 16. November 1863 in den Hofdienst ein und wurde 1883 zum Saalhüter (Kammerdiener) von Kronprinz Rudolf ernannt.
Er war am 30. Jänner 1889 im Jagdschloss Mayerling anwesend, als die Schüsse fielen, welche den Tod von Mary Vetsera und Kronprinz Rudolf zur Folge hatten. Gemeinsam mit Josef Graf Hoyos-Sprinzenstein fand er die Leichen der beiden. Kurz nach dem Vorfall wurde er pensioniert.
1896 erwarb er das ehemalige Brauhaus in Kleinwolkersdorf und ließ 1899 große Teile abbrechen und im Stil der Zeit als Wohnhaus neu errichten.
Am 19. Jänner 1928 diktierte er seinem gleichnamigen Sohn die Erinnerungen an den Vorfall, welche am 24. April 1932 im Neuen Wiener Tagblatt veröffentlicht wurden. Diese unterschieden sich teilweise von den bisherigen Darstellungen.
In verschiedenen Spielfilmen um die Geschehnisse in Mayerling wurde Loschek dargestellt, unter anderem im Jahr 2006 von Nikolaus Paryla in Kronprinz Rudolfs letzte Liebe, im gleichnamigen Film aus dem Jahr 1956 von Karl Ehmann, in Mayerling (1968) von Bernard La Jarrige sowie in The Last Half Hour: The Mayerling Story von Martin Berliner. In der Uraufführung des Dramas Mayerling von Franzobel am Wiener Volkstheater 2001 wurde Loschek von Heinz Petters verkörpert.